# Brian P. Roman
Brian P. Roman, är en amerikansk astronom.
Minor Planet Center listar honom som B. Roman och som upptäckare av 11 asteroider.
Han upptäckte även kometerna 111P/Helin-Roman-Crockett, 117P/Helin-Roman-Alu och 132P/Helin-Roman-Alu.
Asteroiden 4575 Broman är uppkallad efter honom.

## Asteroider upptäckta av Brian P. Roman
| 4490 Bambery [A]                             | 14 juli 1988      |
| 4954 Eric                                    | 23 september 1990 |
| (5131) 1990 BG [A]                           | 21 januari 1990   |
| 5186 Donalu                                  | 22 september 1990 |
| 5588 Jennabelle                              | 23 september 1990 |
| 5620 Jasonwheeler [A]                        | 19 juli 1990      |
| 12272 Geddylee                               | 22 september 1990 |
| 19155 Lifeson                                | 22 september 1990 |
| 23469 Neilpeart                              | 22 september 1990 |
| (24693) 1990 SB2                             | 23 september 1990 |
| (29180) 1990 SW1                             | 22 september 1990 |
| Upptäckt tillsammans med: A Eleanor F. Helin |                   |